# 伊斯蘭繼承法學
伊斯蘭繼承法學（阿拉伯语：‎）是伊斯蘭教法學的一個分支，論述繼承的法理。古蘭經在繼承方面有不少的論述，又稱為「米拉特」，作為伊斯蘭教法分支的繼承法在技術上稱為「配額判定法」。所有穆斯林都應該遵從伊斯蘭繼承法的規定。

## 歷史背景
在伊斯蘭教出現之前的阿拉伯半島，繼承權僅限於男性後裔，婦女不僅沒有任何繼承權，她們自身也是可以被繼承。像同母異父的兄弟姐妹那樣來自母親一方的兄弟姐妹完全被排除在外。其他閃米特文化也奉行長子繼承制，所有財產由最年長的兒子繼承。

### 古蘭經
古蘭經在繼承方面引入了各種不同的權利和限制，對於婦女的待遇和家庭生活有提高和優化的作用。前伊斯蘭時期各個社會的繼承法有很大的差異，古蘭經嘗試為繼承法定制，建立一個完整的法律制度。除此之外，古蘭經又讓以往在前伊斯蘭時期沒有繼承權的親屬成為繼承人，具體介定了九種有繼承權的親屬關係，其中六種是女性、三種是男性。古蘭經又把其他在舊傳統沒有繼承權的男性親屬劃為有繼承權，如丈夫、母親一方的同父異母或同母異父的兄弟。古蘭經提及的繼承人有母親、父親、丈夫、妻子、女兒、同母異父的兄弟、親姐妹、同母異父的姐妹、同父異母的姐妹。
大體上，古蘭經通過明確介定繼承權益來提高婦女的地位，又全面禁止繼承遺孀的習俗。東方學家約瑟夫·沙赫特指出「這不是一條恆常的法規，但古蘭經有嘗試改善婦女的地位」。古蘭經沒有明確說明如死者兒子等男性親屬的繼承份額，但有規定兒子的份額是女兒的兩倍。對於這個部分，穆斯林神學家解釋需要全盤理解伊斯蘭教法，因為伊斯蘭教法給予男性更大的職責保護和供養婦女。
另外，古蘭經又准許穆斯林根據遺囑分配遺產。穆斯林可以通過遺囑分配最多三分之一的遺產，亦鼓勵穆斯林在分配遺產的時候捐助孤兒及窮人。

### 後世發展
古蘭經只有三段經文討論遺產的分配份額，另有幾段經文提及訂立遺囑的權力。聖訓裡記載穆罕默德對繼承法的重視，要求他的弟子要學習和教授繼承法。穆斯林法學家以這三段經文為基礎，運用聖訓及格亞斯（類比）等法理推論來進一步闡述繼承法。後期有大量關於繼承法的內容被書寫成文。
伊斯蘭教法融入父系繼承的傳統導致穆斯林法學家要運用不同的方式解決各種問題和爭議。通過演繹推理，穆斯林法學家加上三種繼承人：祖父、外祖母及孫女。連同古蘭經裡所指的繼承人，這類繼承人會獲得遺產的固定份額，剩餘的遺產則由阿拉伯傳統認可的繼承人瓜分。對於在古蘭經沒有提及的案例，他們有時會按照男性所獲遺產是女性兩倍的規則處理，亦會嘗試解決在不同情況下的複雜案例，使遜尼派各個法學派的解讀有微細的差異。雖然什葉派十二伊瑪目派的繼承法都採用相同的法則，但由於他們不承認某些聖訓及對伊斯蘭教早期歷史有不同的見解，因此有不少的相異之處。屬於哈瓦利吉派的伊巴德派及宰德派的繼承法與遜尼派十分相似。現代穆斯林國家通常混用各個學派的理念，並對傳統的制度作出一系列的改革，把繼承法編成法典。

## 繼承法細則
遺產繼承是伊斯蘭教法重要的一部分，穆斯林社會應當遵從繼承法的規定。古蘭經有云：「男子得享受父母和至親所遺財產的一部分，女子得享受父母和至親所遺財產的一部分，無論他們所遺財產多少，各人應得法定的部分」，因此死者親屬對死者的財產有合法的權益。遺產繼承的主要規則在古蘭經、聖訓及伊斯蘭教法學裡有所詳述。
當一位穆斯林逝世後，有四項義務需要履行：
1. 支付喪葬費用。
2. 償還死者的債務。
3. 履行遺囑（最多佔遺產的三分之一）。
4. 根據伊斯蘭教法把餘下財產分配給死者親屬。

因此需要確認有繼承權的親屬及他們所得的份額。
由於對立遺囑者有所限制，上述的伊斯蘭教法有很重要的地位。立遺囑者的限制是：
1. 按照遺囑分配的對象（不得分配給有權繼承遺產的後人）[10]。
2. 按照遺囑分配的金額（不得超過總財產的三分之一）[5]。

### 繼承人的種類
主要繼承人可以獲得固定份額的遺產，雖然或者會因為其他主要繼承人的存在而減少所得的份額，但他們不會被完全排除在外。主要繼承人包括夫妻、父母及兒女。其他繼承人可以因為有其他更親近的繼承人存在而被完全排除在外。不過，在某些情況下，其他繼承人可以以剩餘遺產繼承人的身份繼承遺產。剩餘遺產繼承人包括父親、祖父、女兒、孫女、親姐妹、同父異母的姐妹及母親。繼承人可以分為：
1. 古蘭經指定繼承人，包括兒女、父母、祖父母、夫妻、兄弟姐妹。此類繼承人可從遺產當中取得固定份額。
2. 剩餘遺產繼承人。在古蘭經指定繼承人獲得遺產的固定份額後，如有剩餘遺產，則由剩餘遺產繼承人獲得。
3. 如果死者沒有遺下任何直系親屬或剩餘遺產繼承人，他的財產就會被收歸國有（貝特馬爾）[12]。

### 排除法則
伊斯蘭教法規定只有死者的合法血親有繼承權，因此非法子女及養子沒有繼承權。一位有繼承權的死者親兄弟可以把死者的同父異母兄弟排除在繼承權之外，但不能把死者的同母異父兄弟排除在外。如果死者遺下懷孕的妻子，未出生的孩子，即遗腹子依然有繼承權。如果一位婦女處於離婚後的等待期（伊斯蘭教法規定婦女離婚後需等待一段時期才可再嫁），她在遺產繼承之上仍被視作妻子處理。
不同的親屬關係有各自的排除法則。宗教信仰不同及謀殺以圖繼承遺產的人會失去繼承的資格，所有法學派別都認同故意殺人及不合理的殺人都會失去繼承資格，大部分法學家都認為穆斯林不能繼承非穆斯林的遺產，反之亦然。

### 婦女繼承權
在伊斯蘭教，婦女有繼承權。在一般情況下，如果男女與死者有相同的親屬關係，女子所得的繼承份額是男子的一半。例如死者遺下一名兒子和一名女兒，兒子的繼承份額是女兒的兩倍。此外，如果男性死者沒有兒女，他的姐妹可以繼承一半的遺產，如果女性死者沒有兒女，她的兄弟可繼承她的全部遺產。不過，這不是通用的準則。在一些情況下，男女的繼承權一致。例如死者遺下兒女，那麼父母的繼承份額就是一樣，同母異父兄弟與同母異父姐妹的繼承份額也是一樣，他們的後裔不分男女亦然。
有時女子的繼承份額是男子的兩倍。例如女死者的繼承人只有丈夫和父母，丈夫獲分一半遺產，母親獲得六分之二，父親則獲得六分之一。如果死者是「卡拉拉」，古蘭經對男女的繼承份額並不是重男輕女。卡拉拉是指沒有兒女及父母作為繼承人的死者，如果死者有一位兄弟及一位姐妹，他們就平分死者的遺產。除此之外對於男女繼承權的甄別，伊斯蘭學者認為原因是男女的職責各不相同。丈夫需要運用遺產來支撐家庭，妻子則沒有這個責任。此外，阿拉伯社會傳統上有聘禮的習俗，而沒有嫁妝的習俗，即是說男方在婚娶之時向妻子或女方家庭贈送財物，而不是相反由女方向男方贈送財物，因此男子有女子沒有的財政壓力。這種習俗仍然繼續奉行，只是被伊斯蘭教改變其性質。伊斯蘭教訂明聘禮的應收人是妻子，而不是妻子的家庭。如果丈夫在婚娶之時無力支付聘禮可以延後，妻子可以定下時限或直至丈夫死後成為債項。

### 孫子繼承權
遜尼派的主流學者都同意，只要死者的兒子或女兒健在，死者的孫子不能獲得遺產的固定份額。不過祖父母可以在生前訂立遺囑把部分遺產劃歸孫子。

## 對數學的刺激
花拉子米及其他中世紀伊斯蘭數學家對代數的發展甚具貢獻，伊斯蘭繼承法學在其中起了刺激作用。花拉子米的著作《結算和清帳計算概論》是代數的基礎文本，當中的第三章談論利用代數解決與伊斯蘭遺產繼承相關的問題，是全書最長的一個章節。他把繼承法歸納為一次方程，不需要用到一元二次方程。
12世紀來自馬格里布的數學家阿布·貝克爾·海塞爾擅長於伊斯蘭繼承法學，他為分數發展出現代的數學符號，用橫線把分子和分母分開。他所用的數字與當今的阿拉伯數字幾乎是一模一樣。這些數字和分數符號在不久後的13世紀就已經出現在斐波那契的著作裡。
15世紀數學家阿布·哈桑·伊本·阿里·卡拉沙第同樣擅長於伊斯蘭繼承法學，他在代數裡使用阿拉伯字母作為數字符號，是「引進代數符號體系的第一步」。

## 註腳
1. 1 2 3 4 5 6 7 8 9 10  Schacht（1991年），第106-113页
2. ↑  Clark（2007年），第755页
3. ↑  Nasir（1990年），第218页
4. ↑  Khater（2010年），第73页
5. 1 2  Nasir（1990年），第270页
6. ↑  Affi & Affi（2014年），第176页
7. ↑  Clark（2007年），第757页
8. ↑  Garb & Wood（2010年），第506页
9. ↑  馬堅（1981年），第56页
10. ↑  Mallat & Connors（1990年），第23页
11. ↑  Abiad（2008年），第19-20页
12. ↑  Mawdudi（2013年），第76页
13. 1 2  Sait & Lim（2006年），第114页
14. ↑  Hughes & Hughes（1995年），第208-209页
15. ↑  Nasir（1990年），第244页
16. ↑  Affi & Affi（2014年），第181页
17. ↑  Khadduri & Liebesny（2008年），第116页
18. ↑  Sait & Lim（2006年），第110页
19. ↑  Bowen（2003年），第196页
20. ↑  Affi & Affi（2014年），第187页
21. ↑  Vermeulen & Reeth（1998年），第5-6页
22. ↑  Tusi（2008年），第426页
23. ↑  Powers（2011年），第163页
24. ↑  Esposito & DeLong-Bas（2001年），第23页
25. ↑  Ali（2004年），第96页
26. ↑  Gandz（1938年），第319-391页
27. ↑  Gerdes & Djebbar（2011年），第285页